# Senhora dos Remédios
Senhora dos Remédios é um município brasileiro do estado de Minas Gerais.

## História
Os primeiros relatos da cidade de Senhora dos Remédios remontam ao ano de 1738, em menções feitas a D. José de Portugal, em uma carta demarcatória de Sesmarias da Comarca do Rio das Mortes, cuja sede deveria ter sido São João del-Rei. Neste documento, a Coroa Portuguesa faz menção à Sesmaria de Santa Cruz da Serra ("Fazenda da Serra"), do Arraial de Borda do Campo (Barbacena) e diz: "Sertões de terras devolutas nas encostas da Pedra Menina, Paróquia de Piranga, na Província de Minas Gerais, para o Capitão Joaquim Ferreira da Silva. No final, a data: 13 de março de 1738.
Senhora dos Remédios, antigo distrito subordinado ao município de Barbacena, foi elevado à categoria de município em 12 de dezembro de 1953.

## Turismo e lazer
Senhora dos Remédios possui pontos turísticos como a Pedra Menina, a Gruta de Nossa Senhora Aparecida, o Clube Recreativo Remediense, a cachoeira do Lote situada na comunidade da "Terça", a igreja matriz de Nossa Senhora dos Remédios e a igreja de Nossa Senhora do Rosário. O Hotel-Fazenda Senhora dos Remédios com cachoeiras e pescaria oferece passeios até a Pedra Menina, onde se pode praticar rapel. Na Serra do Japão, remedienses e equipes de Juiz de Fora e Belo Horizonte praticam saltos de para-pentes, além dos voos com aeromodelos realizados pelos integrantes (Luís Alberto, Carlos Henrique, Túlio Héuser, João Paulo e Roseni) da equipe, remediense, Carcará.
A Igreja Matriz, com a imagem de Senhora dos Remédios, fundada no Século XIX, possui uma arquitetura barroca com pinturas douradas e belas imagens. A imagem de Nossa Senhora dos Remédios foi trazida, possivelmente, da cidade de Lamego em Portugal, existindo porém outras versões, como da Fazenda do Capote e do Mestre Piranga.

## Demografia
Sua população recenseada em 2022 era de 10 384 habitantes.

## Geografia
Embora nos últimos anos o desmatamento tenha sido bastante acentuado, o município é provido de áreas de Mata Atlântica, com flora viçosa nas encostas das montanhas e fauna abundante.
Um dos acessos ao município é a rodovia AMG-420. Seu território também é acessado pela MG-315 e pela Linha do Paraopeba da antiga Estrada de Ferro Central do Brasil, atualmente concedida à MRS Logística. 
Conforme a classificação geográfica mais moderna (2017) do IBGE, Senhora dos Remédios é um município da Região Geográfica Imediata de Barbacena, na Região Geográfica Intermediária de Barbacena.

## Economia
Senhora dos Remédios apresenta economia pouco diversificada, baseada em sua maioria na agropecuária, com carência de indústrias ou empresas de destaque. Os setores de Educação e Saúde são os principais mercados de trabalho da cidade. No entanto há outras atividades econômicas como o comércio varejista e serviços de profissionais liberais, além do setor de construção civil ser um importante meio empregatício da cidade.